# 白水岩
白水岩，位于中国广东省揭阳市普宁市梅塘镇泗坑村，为普宁市的一个市级文物保护单位，类型为古建筑，公布时间为1961年。
白水岩的历史年代为清代。